# Angophora woodsiana
Angophora woodsiana là một loài thực vật có hoa trong Họ Đào kim nương. Loài này được F.M.Bailey mô tả khoa học đầu tiên năm 1881.